# Pelecopsis margaretae
Pelecopsis margaretae là một loài nhện trong họ Linyphiidae.
Loài này thuộc chi Pelecopsis. Pelecopsis margaretae được miêu tả năm 1975 bởi Georgescu.